# Volleberg
Volleberg is een plaats in de Noorse gemeente Kristiansand, provincie Agder. Volleberg telt 525 inwoners (2007) en heeft een oppervlakte van 0,37 km².